# Amiga Future
Amiga Future ist ein Print- und Online-Magazin rund um den Commodore Amiga. Das Magazin wurde 1998 von Andreas Magerl gegründet und wird bis heute alle zwei Monate publiziert.

## Geschichte
Die erste Ausgabe der Amiga Future trug die Nummer 11. Das lag daran, dass das Magazin Amiga Plus damals 10 Sonderhefte veröffentlicht hatte und die Amiga Future beim dortigen ICP Verlag zunächst nur als Sonderheft eingestuft wurde. Die Ausgaben 11 bis 26 wurden vom ICP Verlag bzw. vom  Falke Verlag veröffentlicht. Erst seit der Ausgabe 27 (Oktober/November 2000) wird die Amiga Future komplett von der Redaktion in Eigenregie erstellt und über APC&TCP (Amiga Personal Computer & Teamwork Computerclub Programming) vertrieben, weshalb die Ausgabe 27 auf dem Cover auch die offizielle Bezeichnung Erstausgabe trägt. APC&TCP wurde 1992 gegründet und ist einer der größten noch verbliebenen Publisher für Amiga Software und Merchandising.

## Redaktion
Herausgeber und Chefredakteur der Amiga Future ist Andreas Magerl, der von rund 50 freien Redakteuren für die Online- und Printausgabe unterstützt wird. Der Hauptsitz der Redaktion befindet sich in Übersee (Chiemgau) in Bayern. Die aktuelle Auflagenzahl der Printausgabe liegt bei ca. 1250 Stück pro Ausgabe.

## Inhalt
Die Amiga Future wurde ursprünglich als reines Spiele-Magazin für den Amiga gegründet. Im Laufe der Jahre hat sich das Heft dann zu einem Magazin mit allen Themen rund um den Amiga gewandelt. Seit der Ausgabe 67 erscheint die Amiga Future auch in englischer Sprache. Die Amiga Future ist dabei als Einzelheft und im Abo, wahlweise mit oder ohne Cover-CD, direkt bei APC&TCP und im Amiga-Fachhandel erhältlich.
Neben dem Print-Magazin ist die Redaktion auch im Internet sehr aktiv. So betreibt die Amiga Future eine der größten Webpräsenzen rund um den Amiga. Neben aktuellen Amiga-News werden dort auch lizenzierte kommerzielle Amiga-Titel, Workshops, Testberichte und vieles mehr veröffentlicht. Viele ausverkaufte Ausgaben der Amiga Future können ebenfalls auf der Webpage kostenlos gelesen werden.
Im Jahre 2017 hat die Redaktion der Amiga Future eine Android-App zum Lesen der aktuellsten Amiga News veröffentlicht. Auch in sozialen Netzwerken wie Facebook, YouTube, Instagram oder Google+ ist die Amiga Future mit einer eigenen Seite aktiv.
2018 feierte die Amiga Future mit der Ausgabe 130 (Januar/Februar 2018) ihr 20-jähriges Bestehen.